# Nebrodi-Tanne
Die Nebrodi-Tanne (Abies nebrodensis), auch Nebroden-Tanne oder Sizilianische Tanne genannt, ist eine Pflanzenart in der Gattung der Tannen (Abies) in der Familie der Kieferngewächse (Pinaceae). Sie kommt nur im Norden der Insel Sizilien vor.

## Beschreibung

### Vegetative Merkmale
Die Nebrodi-Tanne wächst als kleiner, immergrüner Baum, der Wuchshöhen von 8 bis 15 Metern sowie Brusthöhendurchmesser von 40 bis 60 Zentimetern, selten bis zu einem Meter erreichen kann. Der einfache Stamm ist im Querschnitt rund. Die Baumkrone wächst breit-rundlich bis leicht abgeflacht. Die anfangs glatte sowie hell-graue Borke wird im Alter rau, schuppig sowie rissig. Die Rinde der gedrungenen, steifen Zweige ist anfangs gelblich-grün, glänzend, meist kahl und ist nur selten winzig flaumig behaart; sie wird später grau mit kreisförmigen Blattnarben.
Die bei einer Länge von 8 bis 9 Millimetern sowie bei einem Durchmesser von 4 bis 6 Millimetern oval-konischen vegetativen Knospen sind manchmal etwas harzig mit mehrere Jahre haltbaren, hell-braunen Knospenschuppen. Die zweizeilig und horizontal an den Zweigen angeordneten Nadeln sind steif. Die Nadeln sind bei einer Länge von meist 1,5 bis 2 (10 bis 22) Zentimetern sowie einer Breite von 2 bis 3,5 Millimetern linealisch und abgeflacht mit einer gedrehten oder gekrümmten Basis. An der Oberseite sind sie glänzend dunkelgrün und an der Unterseite blau-grün. Die Nadelspitze kann sowohl gerundet als auch eingekerbt sein. An der Nadelunterseite befinden sich neun bis zwölf Stomatastreifen.

### Generative Merkmale
Die Pollenkörner weisen Durchmesser von rund 85 Mikrometern auf. Die männlichen Blüten sind entlang des Zweiges verteilt und 15 bis 20 Millimeter lang und grünlich-gelb mit purpurfarbenen Mikrosporophyllen. Die aufrechten Samenzapfen sind bei einer Länge von 8 bis 10 Zentimetern sowie einem Durchmesser von 3 bis 4 Zentimetern zylindrisch mit einer konischen Zapfenspitze. Die Zapfen sind bei Reife grünlich-braun. Zapfenschuppen sind bei einer durchschnittlichen Größe von 22 × 30 Millimetern keilförmig und glatt oder etwas runzelig mit einem welligen, erhabenen Rand.
Die Samen sind bei einer Länge von 6 bis 8 Millimetern konisch-länglich. Ihre Flügel sind hell-braun und 10 bis 15 Millimeter lang.

### Galerie

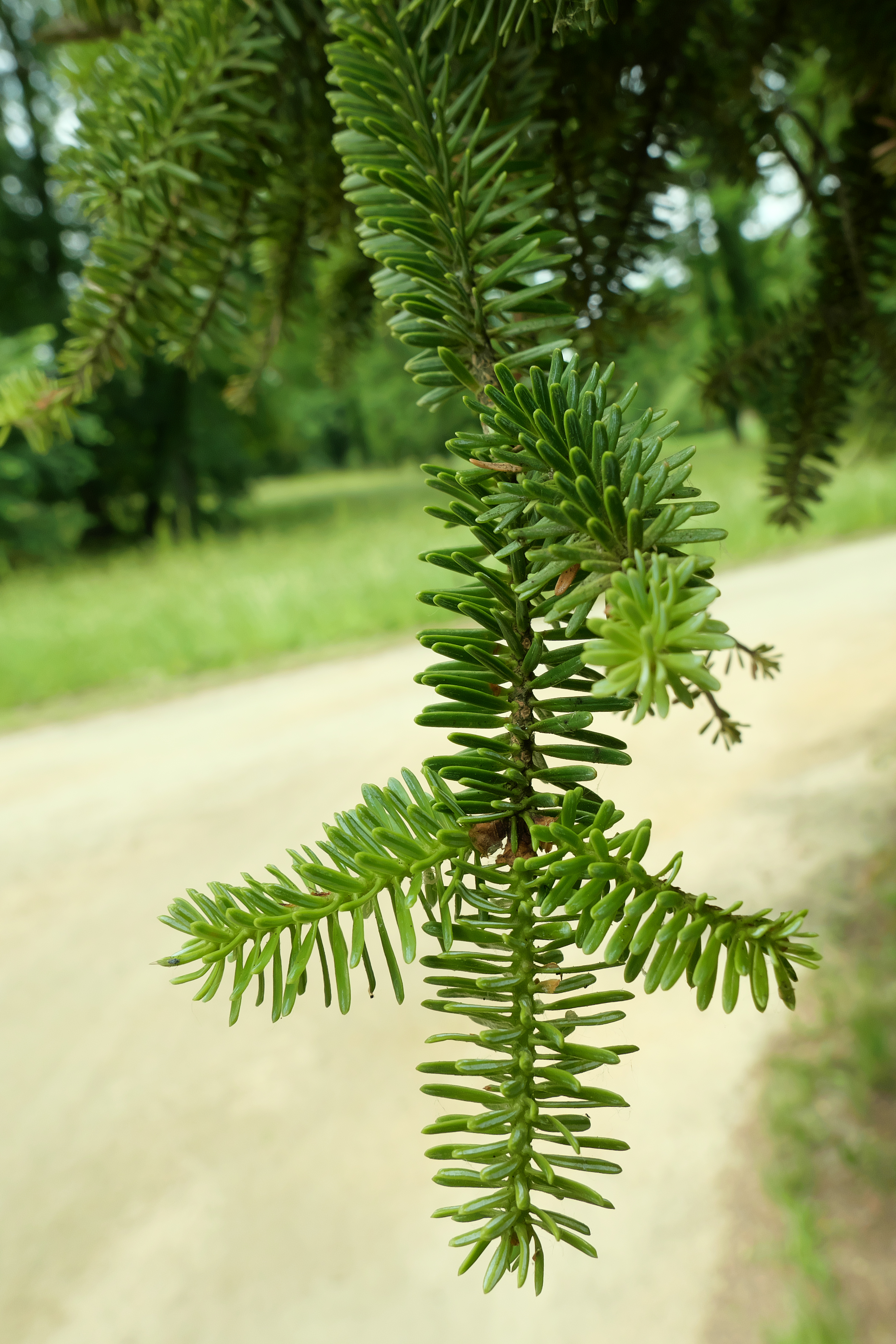
Zweig
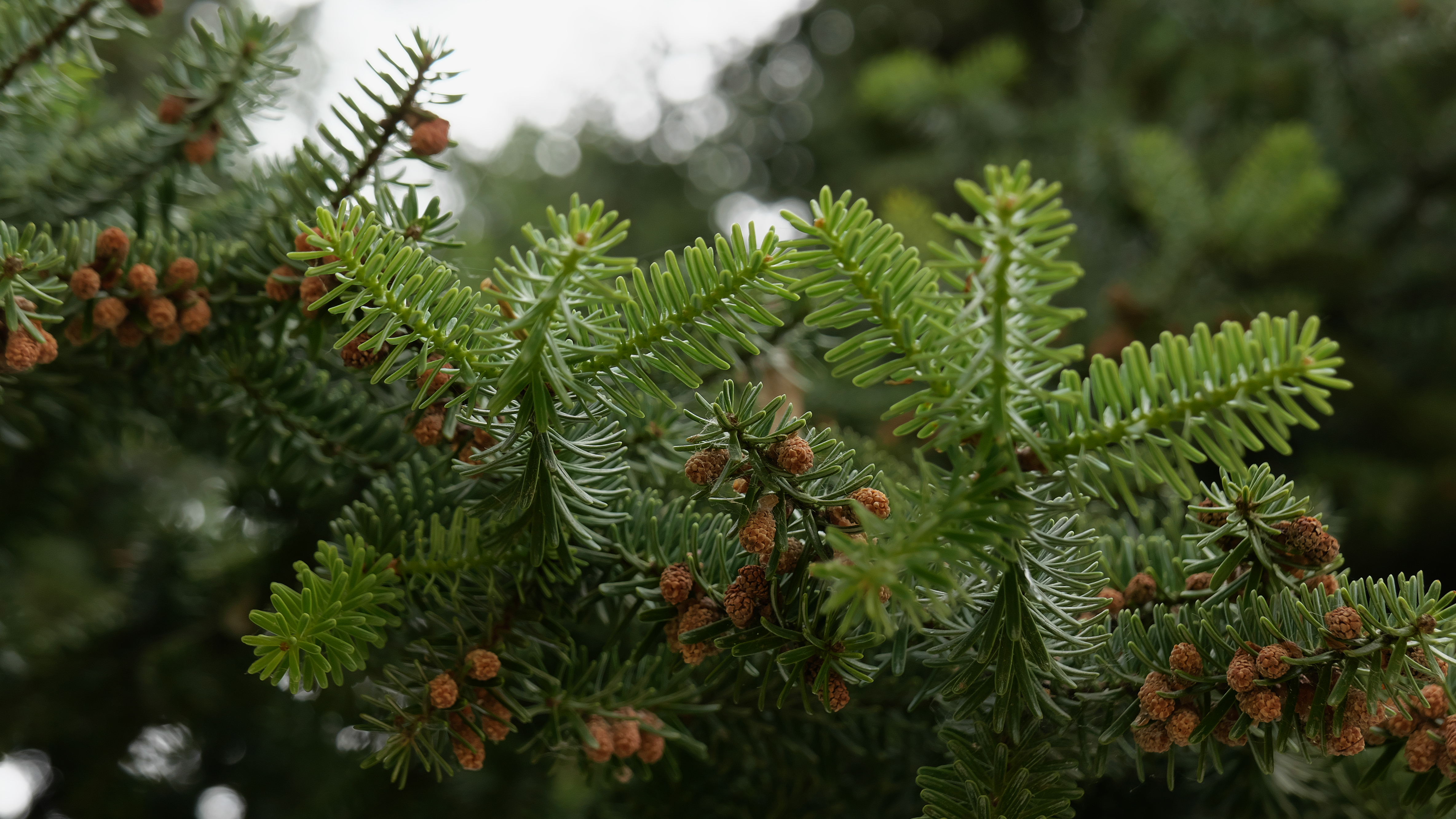
Männliche Blütenstände
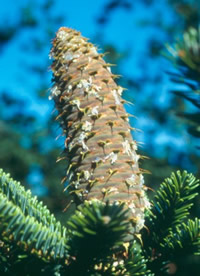
Zapfen
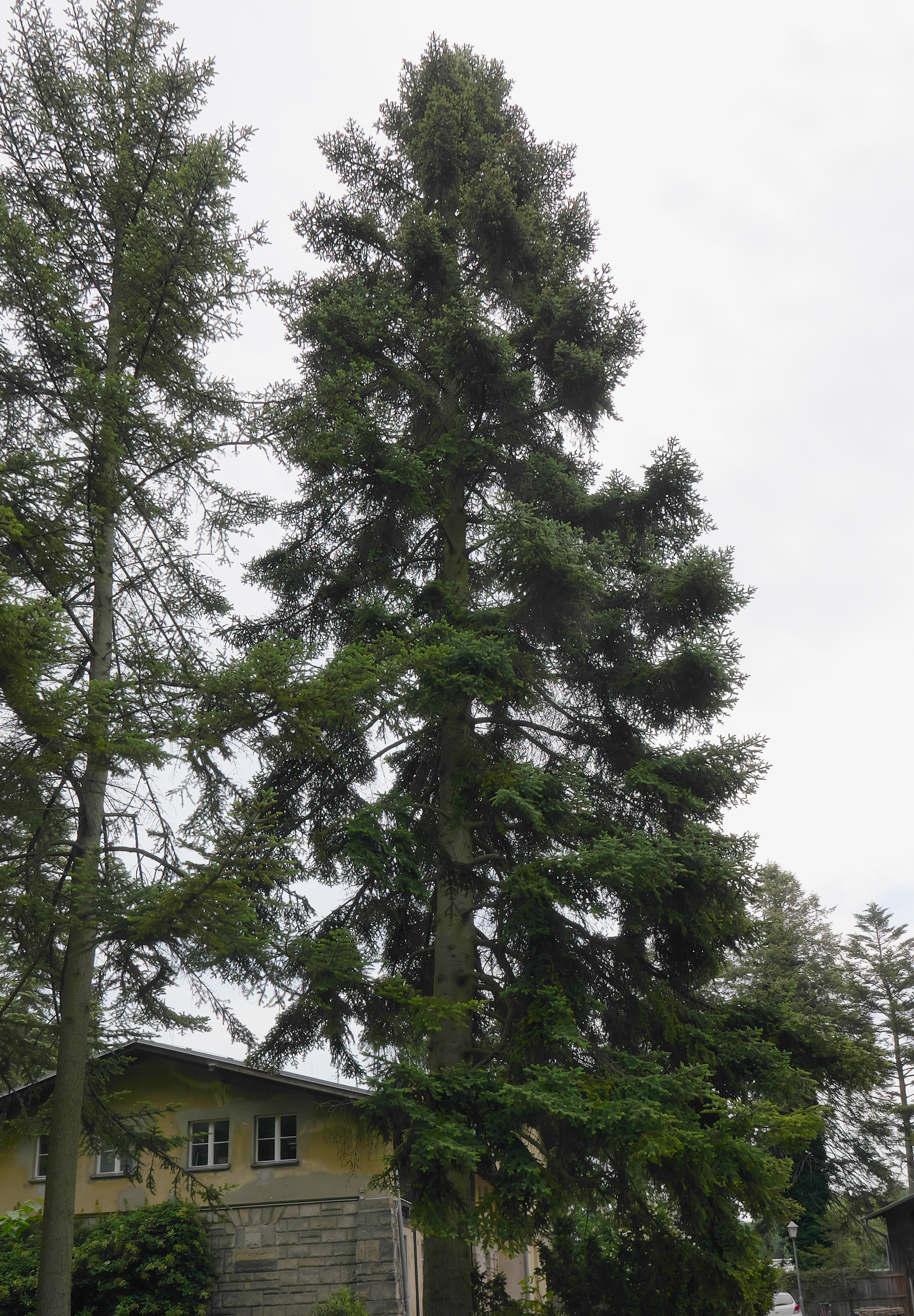
Größtes Exemplar Europas im Park Sanssouci, Potsdam

## Vorkommen
Die Nebrodi-Tanne kommt als Endemit nur auf der Insel Sizilien vor. Es gibt nur wenige Exemplare auf dem Monte Scalone in den Monti Madonie und in sehr kleinen Gehölzgruppen an den steilen Hängen von Vallone Madonna degli Angeli, Monte Scalone, Monte Pene sowie Monte Cavallo. Dieses umfasst rund 1,5 Quadratkilometer. Ihr ursprüngliches Verbreitungsgebiet umfasste auch die Gegend um Polizzi Generosa sowie den Monte Cervo und den Monte Polizzo. Auf den Monti Nebrodi kam diese Art nicht vor. Zur Zeit Michele Lojaconos (1853–1919), des namengebenden Autors, verstand man unter den Nebroden auch das Gebiet der Madonie.
Die Nebrodi-Tanne gedeiht in Höhenlagen von 1350 bis 1700 Metern. Es werden unter anderem trockene Hänge besiedelt. Die kahlen Böden bildeten sich über Quarzsandstein, obwohl die Madonie-Berge großteils aus Kalkstein bestehen. Das mediterrane Klima beträgt in diesen Gebiet fünf Monate sommerliche Trockenzeit und einem Jahresniederschlag von 600 bis 700 mm. Fast die ganze Population befindet sich im Vallone Madonna degli Angeli (37.85°N, 14.04°E) und profitiert dort durch häufige Nebel.

### Gefährdung und Schutz
Die Nebrodi-Tanne wird in der Roten Liste der IUCN als „vom Aussterben bedroht“ geführt. Als Hauptgefährdungsgründe wird die geringe Bestandsgröße von 30 Baumexemplaren sowie das kleine Verbreitungsgebiet und die Anfälligkeit gegenüber Waldbränden genannt.

## Systematik
Die Erstbeschreibung erfolgte 1844 unter dem Namen Abies pectinata durch Giovanni Gussone in Florae Siculae Synopsis, Band 2, Seite 614. Dieser Name war aber schon 1792 durch Jean-Emmanuel Gilibert für die Fichte (Picea abies) vergeben worden. Michele Lojacono stufte die Sizilianische Tanne 1904 aber als eine Varietät, als Abies pectinata var. nebrodensis in Flora Sicula o Descrizione delle Piante Vascolari Spontanee o Indigenate Sicilia, Band 2(2), Seite 409 ein. Erst Giovanni Ettore Mattei gab im Rang einer Art dann 1908 in Bollettino delle R[eale] Orto Botanico di Palermo, Band 7, Seite 64 den gültigen Namen Abies nebrodensis (Lojac.) Mattei.
Weitere Synonyme für Abies nebrodensis (Lojac.) Mattei sind: Abies alba subsp. nebrodensis (Lojac.) Nitz., Abies alba var. nebrodensis (Lojac.) Svoboda.
Die Art Abies nebrodensis gehört zur Sektion Abies innerhalb der Gattung der Abies.